# Бабурін Олександр Євгенович
Олександр Євгенович Бабурін (рос. Александр Евгеньевич Бабурин; нар. 19 лютого 1967, Горький) – ірландський шахіст і журналіст російського походження, гросмейстер від 1996 року.

## Шахова кар'єра
В шахи почав грати в 7 років. 1990 року він отримав титул міжнародного майстра. Після розпаду Радянського Союзу переїхав разом з родиною до Дубліна і від 1993 року на міжнародній арені грає за збірну Ірландії. 1996 року як перший шахіст тієї країни отримав звання гросмейстера. Між 1996 і 2008 роками шість разів виступив на шахових олімпіадах (кожного разу на 1-й шахівниці).
Найбільшим індивідуальним успіхом Бабуріна була перемога 1997 року на турнірі за швейцарською системою на острові Мен. Набрав тоді 8 очок у 9 партіях з рейтинговим перфоменсом понад 2800 очок. Серед інших турнірних успіхів також можна відзначити: 1-2-ге місце в Будапешті (1991, разом з Крістофером Луцом), посів 2-ге місце в Гіфгорні (1992, позаду Володимира Чучелова), посів 1-ше місце в Будапешті (1992), 1-2-ге місце в Дубліні (1995), 1-ше місце в Сан-Франциско (1997), 1-2-ге місце на Politiken Cup в Копенгагені (1999, разом з Тігером Гілларпом Перссоном), 1-3-тє місце в Ліндсборгу (2003, разом з Ніколою Мітковим і Олексієм Єрмолінським), посів 1-ше місце в Трізені (2007) і 1-2-ге місце в Дубліні (2008, разом з Алоном Грінфельдом).
Найвищий рейтинг Ело в кар'єрі мав станом на 1 січня 1998 року, досягнувши 2600 очок ділив тоді 70-те місце в світовому рейтинг-листі ФІДЕ, одночасно займаючи 1-ше місце серед ірландських шахістів.
У січні 2004 року був обраний секретарем Асоціації шахових професіоналів, але від цієї посади відмовився через 3 місяці. Є визнаним шаховим журналістом, веде інтернет-сайт шахового видавництва Chess Today. Також написав кілька книг з шахової тематики, зокрема, Michail Botvinnik & Soviet School of Chess, Queen’s Gambit Accepted 2 і Winning Pawn Structures (1998, ISBN 0-7134-8009-2).